# Genāreh
Genāreh (persiska: گِنارِۀ مَلِك, Genāreh-ye Malek, گناره) är en ort i Iran.   Den ligger i provinsen Golestan, i den norra delen av landet, 300 km öster om huvudstaden Teheran. Genāreh ligger 102 meter över havet och antalet invånare är 229.
Terrängen runt Genāreh är platt åt nordväst, men åt sydost är den kuperad.Runt Genāreh är det ganska tätbefolkat, med 139 invånare per kvadratkilometer. Närmaste större samhälle är ‘Alīābād-e Katūl, 17,9 km öster om Genāreh. I omgivningarna runt Genāreh växer i huvudsak blandskog.